# Giuseppe Ridolfi
Giuseppe Ridolfi (Porto Recanati, 20 febbraio 1859 – Roma, 28 novembre 1925) è stato un arcivescovo cattolico italiano.

## Biografia
Fu consacrato vescovo di Todi nel 1895, a soli 36 anni.
Il 1º luglio 1905 fu nominato delegato apostolico in Messico, dove rimase sei anni, ed innalzato alla dignità arcivescovile; dal 6 agosto 1906 fu arcivescovo titolare di Apamea di Siria.
Successivamente, nel 1912, divenne arcivescovo di Otranto.
Lasciò l'incarico sei anni dopo, probabilmente anche in seguito a contrasti con i fedeli di Galatina (che nel 1913 manifestarono violentemente contro l'arcivescovo)  e fu nominato arcivescovo titolare di Irenopoli di Isauria.
Dal 23 marzo 1921 fu canonico nella basilica di Santa Maria Maggiore a Roma, del cui capitolo fu revisore dei conti, fino al giorno della morte occorsa il 28 novembre 1925 in seguito ad emorragia cerebrale.

## Genealogia episcopale e successione apostolica
La genealogia episcopale è:
- Cardinale Scipione Rebiba
- Cardinale Giulio Antonio Santori
- Cardinale Girolamo Bernerio, O.P.
- Arcivescovo Galeazzo Sanvitale
- Cardinale Ludovico Ludovisi
- Cardinale Luigi Caetani
- Cardinale Ulderico Carpegna
- Cardinale Paluzzo Paluzzi Altieri degli Albertoni
- Papa Benedetto XIII
- Papa Benedetto XIV
- Papa Clemente XIII
- Cardinale Marcantonio Colonna
- Cardinale Giacinto Sigismondo Gerdil, B.
- Cardinale Giulio Maria della Somaglia
- Cardinale Carlo Odescalchi, S.I.
- Cardinale Costantino Patrizi Naro
- Cardinale Lucido Maria Parocchi
- Arcivescovo Giuseppe Ridolfi

La successione apostolica è:
- Vescovo Andrés Segura y Domínguez (1906)
- Arcivescovo José Juan de Jésus Herrera y Piña (1907)
- Vescovo Leonardo Castellanos y Castellanos (1908)
- Vescovo Emeterio Valverde y Téllez (1909)